# Uptown Funk
Uptown funk is een nummer van de Britse muziekproducent Mark Ronson samen met de Amerikaanse zanger Bruno Mars.

## Geschiedenis
Het nummer kwam uit op 10 november 2014 en werd uitgebracht door Sony Music Entertainment, Columbia Records en RCA Records. "Uptown funk!" staat op het vierde studioalbum Uptown Special van Mark Ronson, dat in 2015 verscheen. Onder meer in de Australische, Canadese en Franse hitlijst bereikte het nummer de eerste plaats.
De muziekvideo werd uitgebracht op 17 november 2014 op Yahoo Screen. Twee dagen later was de video ook te zien op YouTube.
In Nederland kon Mark Ronson een platina single in ontvangst nemen voor 30.000 verkochte exemplaren.
Ronson vertelde bij Humberto Tan ten tijde van het uitbrengen van de single, dat het nummer tot stand kwam uit een soort jamsessie. Hij gaf later toe moeilijkheden te hebben gehad de gitaarpartij op papier te krijgen. Het nummer leunt zwaar op de muziek uit funkperiode van de jaren tachtig. Dat is onder meer te horen aan de dunne synthesizerklank.

## Tracklist
| Nr. | Titel        | Duur  |
| --- | ------------ | ----- |
| 1.  | Uptown funk! | 03:57 |

## Hitnoteringen

### Nederlandse Top 40
| Hitnotering: 22-11-2014 t/m 06-06-2015 | Hitnotering: 22-11-2014 t/m 06-06-2015 | Hitnotering: 22-11-2014 t/m 06-06-2015 | Hitnotering: 22-11-2014 t/m 06-06-2015 | Hitnotering: 22-11-2014 t/m 06-06-2015 | Hitnotering: 22-11-2014 t/m 06-06-2015 | Hitnotering: 22-11-2014 t/m 06-06-2015 | Hitnotering: 22-11-2014 t/m 06-06-2015 | Hitnotering: 22-11-2014 t/m 06-06-2015 | Hitnotering: 22-11-2014 t/m 06-06-2015 | Hitnotering: 22-11-2014 t/m 06-06-2015 | Hitnotering: 22-11-2014 t/m 06-06-2015 | Hitnotering: 22-11-2014 t/m 06-06-2015 | Hitnotering: 22-11-2014 t/m 06-06-2015 | Hitnotering: 22-11-2014 t/m 06-06-2015 | Hitnotering: 22-11-2014 t/m 06-06-2015 | Hitnotering: 22-11-2014 t/m 06-06-2015 | Hitnotering: 22-11-2014 t/m 06-06-2015 | Hitnotering: 22-11-2014 t/m 06-06-2015 | Hitnotering: 22-11-2014 t/m 06-06-2015 | Hitnotering: 22-11-2014 t/m 06-06-2015 | Hitnotering: 22-11-2014 t/m 06-06-2015 | Hitnotering: 22-11-2014 t/m 06-06-2015 | Hitnotering: 22-11-2014 t/m 06-06-2015 | Hitnotering: 22-11-2014 t/m 06-06-2015 | Hitnotering: 22-11-2014 t/m 06-06-2015 | Hitnotering: 22-11-2014 t/m 06-06-2015 | Hitnotering: 22-11-2014 t/m 06-06-2015 | Hitnotering: 22-11-2014 t/m 06-06-2015 | Hitnotering: 22-11-2014 t/m 06-06-2015 |
| Week:                                  | 1                                      | 2                                      | 3                                      | 4                                      | 5                                      | 6                                      | 7                                      | 8                                      | 9                                      | 10                                     | 11                                     | 12                                     | 13                                     | 14                                     | 15                                     | 16                                     | 17                                     | 18                                     | 19                                     | 20                                     | 21                                     | 22                                     | 23                                     | 24                                     | 25                                     | 26                                     | 27                                     | 28                                     |                                        |
| -------------------------------------- | -------------------------------------- | -------------------------------------- | -------------------------------------- | -------------------------------------- | -------------------------------------- | -------------------------------------- | -------------------------------------- | -------------------------------------- | -------------------------------------- | -------------------------------------- | -------------------------------------- | -------------------------------------- | -------------------------------------- | -------------------------------------- | -------------------------------------- | -------------------------------------- | -------------------------------------- | -------------------------------------- | -------------------------------------- | -------------------------------------- | -------------------------------------- | -------------------------------------- | -------------------------------------- | -------------------------------------- | -------------------------------------- | -------------------------------------- | -------------------------------------- | -------------------------------------- | -------------------------------------- |
| Positie:                               | 34                                     | 16                                     | 14                                     | 9                                      | 7                                      | 4                                      | 5                                      | 4                                      | 5                                      | 6                                      | 6                                      | 6                                      | 7                                      | 7                                      | 6                                      | 9                                      | 11                                     | 11                                     | 11                                     | 12                                     | 14                                     | 18                                     | 20                                     | 21                                     | 24                                     | 28                                     | 33                                     | 36                                     | uit                                    |

### NederlandseSingle Top 100
| Hitnotering (week 1 t/m 53): 15-11-2014 t/m 14-11-2015 Hitnotering (week 54 t/m 55): 09-01-2016 t/m 16-01-2016 | Hitnotering (week 1 t/m 53): 15-11-2014 t/m 14-11-2015 Hitnotering (week 54 t/m 55): 09-01-2016 t/m 16-01-2016 | Hitnotering (week 1 t/m 53): 15-11-2014 t/m 14-11-2015 Hitnotering (week 54 t/m 55): 09-01-2016 t/m 16-01-2016 | Hitnotering (week 1 t/m 53): 15-11-2014 t/m 14-11-2015 Hitnotering (week 54 t/m 55): 09-01-2016 t/m 16-01-2016 | Hitnotering (week 1 t/m 53): 15-11-2014 t/m 14-11-2015 Hitnotering (week 54 t/m 55): 09-01-2016 t/m 16-01-2016 | Hitnotering (week 1 t/m 53): 15-11-2014 t/m 14-11-2015 Hitnotering (week 54 t/m 55): 09-01-2016 t/m 16-01-2016 | Hitnotering (week 1 t/m 53): 15-11-2014 t/m 14-11-2015 Hitnotering (week 54 t/m 55): 09-01-2016 t/m 16-01-2016 | Hitnotering (week 1 t/m 53): 15-11-2014 t/m 14-11-2015 Hitnotering (week 54 t/m 55): 09-01-2016 t/m 16-01-2016 | Hitnotering (week 1 t/m 53): 15-11-2014 t/m 14-11-2015 Hitnotering (week 54 t/m 55): 09-01-2016 t/m 16-01-2016 | Hitnotering (week 1 t/m 53): 15-11-2014 t/m 14-11-2015 Hitnotering (week 54 t/m 55): 09-01-2016 t/m 16-01-2016 | Hitnotering (week 1 t/m 53): 15-11-2014 t/m 14-11-2015 Hitnotering (week 54 t/m 55): 09-01-2016 t/m 16-01-2016 | Hitnotering (week 1 t/m 53): 15-11-2014 t/m 14-11-2015 Hitnotering (week 54 t/m 55): 09-01-2016 t/m 16-01-2016 | Hitnotering (week 1 t/m 53): 15-11-2014 t/m 14-11-2015 Hitnotering (week 54 t/m 55): 09-01-2016 t/m 16-01-2016 | Hitnotering (week 1 t/m 53): 15-11-2014 t/m 14-11-2015 Hitnotering (week 54 t/m 55): 09-01-2016 t/m 16-01-2016 | Hitnotering (week 1 t/m 53): 15-11-2014 t/m 14-11-2015 Hitnotering (week 54 t/m 55): 09-01-2016 t/m 16-01-2016 | Hitnotering (week 1 t/m 53): 15-11-2014 t/m 14-11-2015 Hitnotering (week 54 t/m 55): 09-01-2016 t/m 16-01-2016 | Hitnotering (week 1 t/m 53): 15-11-2014 t/m 14-11-2015 Hitnotering (week 54 t/m 55): 09-01-2016 t/m 16-01-2016 | Hitnotering (week 1 t/m 53): 15-11-2014 t/m 14-11-2015 Hitnotering (week 54 t/m 55): 09-01-2016 t/m 16-01-2016 | Hitnotering (week 1 t/m 53): 15-11-2014 t/m 14-11-2015 Hitnotering (week 54 t/m 55): 09-01-2016 t/m 16-01-2016 | Hitnotering (week 1 t/m 53): 15-11-2014 t/m 14-11-2015 Hitnotering (week 54 t/m 55): 09-01-2016 t/m 16-01-2016 |
| Week: | 1 | 2 | 3 | 4 | 5 | 6 | 7 | 8 | 9 | 10 | 11 | 12 | 13 | 14 | 15 | 16 | 17 | 18 | 19 |
| --- | --- | --- | --- | --- | --- | --- | --- | --- | --- | --- | --- | --- | --- | --- | --- | --- | --- | --- | --- |
| Positie: | 98 | 24 | 14 | 11 | 9 | 9 | 9 | 4 | 4 | 5 | 6 | 3 | 2 | 3 | 3 | 3 | 5 | 6 | 5 |
| Week: | 20 | 21 | 22 | 23 | 24 | 25 | 26 | 27 | 28 | 29 | 30 | 31 | 32 | 33 | 34 | 35 | 36 | 37 | 38 |
| Positie: | 7 | 8 | 8 | 10 | 10 | 10 | 11 | 12 | 14 | 17 | 17 | 22 | 25 | 26 | 27 | 29 | 30 | 33 | 33 |
| Week: | 39 | 40 | 41 | 42 | 43 | 44 | 45 | 46 | 47 | 48 | 49 | 50 | 51 | 52 | 53 | | 54 | 55 | |
| Positie: | 38 | 39 | 41 | 42 | 45 | 49 | 55 | 60 | 64 | 60 | 68 | 65 | 70 | 77 | 74 | uit | 60 | 92 | uit |

### 3FM Mega Top 50
| Hitnotering: 22-11-2014 t/m 19-09-2015 | Hitnotering: 22-11-2014 t/m 19-09-2015 | Hitnotering: 22-11-2014 t/m 19-09-2015 | Hitnotering: 22-11-2014 t/m 19-09-2015 | Hitnotering: 22-11-2014 t/m 19-09-2015 | Hitnotering: 22-11-2014 t/m 19-09-2015 | Hitnotering: 22-11-2014 t/m 19-09-2015 | Hitnotering: 22-11-2014 t/m 19-09-2015 | Hitnotering: 22-11-2014 t/m 19-09-2015 | Hitnotering: 22-11-2014 t/m 19-09-2015 | Hitnotering: 22-11-2014 t/m 19-09-2015 | Hitnotering: 22-11-2014 t/m 19-09-2015 | Hitnotering: 22-11-2014 t/m 19-09-2015 | Hitnotering: 22-11-2014 t/m 19-09-2015 | Hitnotering: 22-11-2014 t/m 19-09-2015 | Hitnotering: 22-11-2014 t/m 19-09-2015 | Hitnotering: 22-11-2014 t/m 19-09-2015 | Hitnotering: 22-11-2014 t/m 19-09-2015 | Hitnotering: 22-11-2014 t/m 19-09-2015 | Hitnotering: 22-11-2014 t/m 19-09-2015 | Hitnotering: 22-11-2014 t/m 19-09-2015 | Hitnotering: 22-11-2014 t/m 19-09-2015 | Hitnotering: 22-11-2014 t/m 19-09-2015 | Hitnotering: 22-11-2014 t/m 19-09-2015 |
| Week:                                  | 1                                      | 2                                      | 3                                      | 4                                      | 5                                      | 6                                      | 7                                      | 8                                      | 9                                      | 10                                     | 11                                     | 12                                     | 13                                     | 14                                     | 15                                     | 16                                     | 17                                     | 18                                     | 19                                     | 20                                     | 21                                     | 22                                     | 23                                     |
| -------------------------------------- | -------------------------------------- | -------------------------------------- | -------------------------------------- | -------------------------------------- | -------------------------------------- | -------------------------------------- | -------------------------------------- | -------------------------------------- | -------------------------------------- | -------------------------------------- | -------------------------------------- | -------------------------------------- | -------------------------------------- | -------------------------------------- | -------------------------------------- | -------------------------------------- | -------------------------------------- | -------------------------------------- | -------------------------------------- | -------------------------------------- | -------------------------------------- | -------------------------------------- | -------------------------------------- |
| Positie:                               | 22                                     | 7                                      | 6                                      | 6                                      | 6                                      | 6                                      | 7                                      | 4                                      | 5                                      | 3                                      | 3                                      | 2                                      | 2                                      | 2                                      | 3                                      | 4                                      | 5                                      | 6                                      | 6                                      | 7                                      | 9                                      | 11                                     | 14                                     |
| Week:                                  | 24                                     | 25                                     | 26                                     | 27                                     | 28                                     | 29                                     | 30                                     | 31                                     | 32                                     | 33                                     | 34                                     | 35                                     | 36                                     | 37                                     | 38                                     | 39                                     | 40                                     | 41                                     | 42                                     | 43                                     | 44                                     |                                        |                                        |
| Positie:                               | 15                                     | 16                                     | 18                                     | 22                                     | 25                                     | 26                                     | 37                                     | 38                                     | 38                                     | 39                                     | 39                                     | 41                                     | 41                                     | 41                                     | 44                                     | 45                                     | 41                                     | 42                                     | 45                                     | 48                                     | 49                                     | uit                                    |                                        |

### VlaamseUltratop 50
| Hitnotering (week 1 t/m 36): 29-11-2014 t/m 01-08-2015 Hitnotering (week 37): 15-08-2015 Hitnotering (week 38 t/m 40): 02-01-2016 t/m 16-01-2016 | Hitnotering (week 1 t/m 36): 29-11-2014 t/m 01-08-2015 Hitnotering (week 37): 15-08-2015 Hitnotering (week 38 t/m 40): 02-01-2016 t/m 16-01-2016 | Hitnotering (week 1 t/m 36): 29-11-2014 t/m 01-08-2015 Hitnotering (week 37): 15-08-2015 Hitnotering (week 38 t/m 40): 02-01-2016 t/m 16-01-2016 | Hitnotering (week 1 t/m 36): 29-11-2014 t/m 01-08-2015 Hitnotering (week 37): 15-08-2015 Hitnotering (week 38 t/m 40): 02-01-2016 t/m 16-01-2016 | Hitnotering (week 1 t/m 36): 29-11-2014 t/m 01-08-2015 Hitnotering (week 37): 15-08-2015 Hitnotering (week 38 t/m 40): 02-01-2016 t/m 16-01-2016 | Hitnotering (week 1 t/m 36): 29-11-2014 t/m 01-08-2015 Hitnotering (week 37): 15-08-2015 Hitnotering (week 38 t/m 40): 02-01-2016 t/m 16-01-2016 | Hitnotering (week 1 t/m 36): 29-11-2014 t/m 01-08-2015 Hitnotering (week 37): 15-08-2015 Hitnotering (week 38 t/m 40): 02-01-2016 t/m 16-01-2016 | Hitnotering (week 1 t/m 36): 29-11-2014 t/m 01-08-2015 Hitnotering (week 37): 15-08-2015 Hitnotering (week 38 t/m 40): 02-01-2016 t/m 16-01-2016 | Hitnotering (week 1 t/m 36): 29-11-2014 t/m 01-08-2015 Hitnotering (week 37): 15-08-2015 Hitnotering (week 38 t/m 40): 02-01-2016 t/m 16-01-2016 | Hitnotering (week 1 t/m 36): 29-11-2014 t/m 01-08-2015 Hitnotering (week 37): 15-08-2015 Hitnotering (week 38 t/m 40): 02-01-2016 t/m 16-01-2016 | Hitnotering (week 1 t/m 36): 29-11-2014 t/m 01-08-2015 Hitnotering (week 37): 15-08-2015 Hitnotering (week 38 t/m 40): 02-01-2016 t/m 16-01-2016 | Hitnotering (week 1 t/m 36): 29-11-2014 t/m 01-08-2015 Hitnotering (week 37): 15-08-2015 Hitnotering (week 38 t/m 40): 02-01-2016 t/m 16-01-2016 | Hitnotering (week 1 t/m 36): 29-11-2014 t/m 01-08-2015 Hitnotering (week 37): 15-08-2015 Hitnotering (week 38 t/m 40): 02-01-2016 t/m 16-01-2016 | Hitnotering (week 1 t/m 36): 29-11-2014 t/m 01-08-2015 Hitnotering (week 37): 15-08-2015 Hitnotering (week 38 t/m 40): 02-01-2016 t/m 16-01-2016 | Hitnotering (week 1 t/m 36): 29-11-2014 t/m 01-08-2015 Hitnotering (week 37): 15-08-2015 Hitnotering (week 38 t/m 40): 02-01-2016 t/m 16-01-2016 | Hitnotering (week 1 t/m 36): 29-11-2014 t/m 01-08-2015 Hitnotering (week 37): 15-08-2015 Hitnotering (week 38 t/m 40): 02-01-2016 t/m 16-01-2016 | Hitnotering (week 1 t/m 36): 29-11-2014 t/m 01-08-2015 Hitnotering (week 37): 15-08-2015 Hitnotering (week 38 t/m 40): 02-01-2016 t/m 16-01-2016 | Hitnotering (week 1 t/m 36): 29-11-2014 t/m 01-08-2015 Hitnotering (week 37): 15-08-2015 Hitnotering (week 38 t/m 40): 02-01-2016 t/m 16-01-2016 | Hitnotering (week 1 t/m 36): 29-11-2014 t/m 01-08-2015 Hitnotering (week 37): 15-08-2015 Hitnotering (week 38 t/m 40): 02-01-2016 t/m 16-01-2016 | Hitnotering (week 1 t/m 36): 29-11-2014 t/m 01-08-2015 Hitnotering (week 37): 15-08-2015 Hitnotering (week 38 t/m 40): 02-01-2016 t/m 16-01-2016 | Hitnotering (week 1 t/m 36): 29-11-2014 t/m 01-08-2015 Hitnotering (week 37): 15-08-2015 Hitnotering (week 38 t/m 40): 02-01-2016 t/m 16-01-2016 | Hitnotering (week 1 t/m 36): 29-11-2014 t/m 01-08-2015 Hitnotering (week 37): 15-08-2015 Hitnotering (week 38 t/m 40): 02-01-2016 t/m 16-01-2016 | Hitnotering (week 1 t/m 36): 29-11-2014 t/m 01-08-2015 Hitnotering (week 37): 15-08-2015 Hitnotering (week 38 t/m 40): 02-01-2016 t/m 16-01-2016 |
| Week: | 1 | 2 | 3 | 4 | 5 | 6 | 7 | 8 | 9 | 10 | 11 | 12 | 13 | 14 | 15 | 16 | 17 | 18 | 19 | 20 | 21 | 22 |
| --- | --- | --- | --- | --- | --- | --- | --- | --- | --- | --- | --- | --- | --- | --- | --- | --- | --- | --- | --- | --- | --- | --- |
| Positie: | 20 | 7 | 3 | 2 | 2 | 2 | 1 | 1 | 1 | 2 | 2 | 3 | 3 | 4 | 4 | 3 | 2 | 3 | 3 | 7 | 5 | 8 |
| Week: | 23 | 24 | 25 | 26 | 27 | 28 | 29 | 30 | 31 | 32 | 33 | 34 | 35 | 36 | | 37 | | 38 | 39 | 40 | | |
| Positie: | 14 | 19 | 16 | 19 | 20 | 25 | 28 | 32 | 31 | 32 | 36 | 42 | 43 | 47 | uit | 45 | uit | 33 | 26 | 46 | uit | |

### NPO Radio 2 Top 2000
| Nummer met noteringen in de NPO Radio 2 Top 2000 | '15 | '16 | '17 | '18 | '19 | '20 | '21 | '22 | '23 | '24 |
| ------------------------------------------------ | --- | --- | --- | --- | --- | --- | --- | --- | --- | --- |
| Uptown Funk                                      | 206 | 251 | 477 | 346 | 492 | 583 | 609 | 771 | 862 | 872 |

1. ↑  Een vetgedrukt getal geeft de hoogste notering aan.
2. ↑  2015 was het eerste jaar met een notering voor dit nummer.

## Verschijningsdata
| Land                | Verschijningsdatum | Formaat        | Label                    |
| ------------------- | ------------------ | -------------- | ------------------------ |
| Verenigde Staten    | 10 november 2014   | Muziekdownload | Sony Music Entertainment |
| Australië           | 10 november 2014   | Muziekdownload | Sony Music Entertainment |
| Verenigd Koninkrijk | 8 december 2014    | Muziekdownload | Sony Music Entertainment |